# Jacob Banks
Pour les articles homonymes, voir Banks.
Jacob Banks est un chanteur et compositeur anglais, né le 24 juillet 1991 au Nigeria.
Installé à Birmingham et actif depuis 2012, il est auteur de plusieurs EP et d'un album : Village (2018) avec Interscope Records.
Jacob Banks a remporté plusieurs concours de musique. Sa musique est influencée par une large gamme de genres dont la soul, le RnB et le hip-hop.
Sa chanson Love ain't enough figure dans le jeu vidéo FIFA 19.